# Oederquart
Oederquart är en kommun i Landkreis Stade i förbundslandet Niedersachsen i Tyskland.
Kommunen ingår i kommunalförbundet Samtgemeinde Nordkehdingen tillsammans med ytterligare fyra kommuner.